# طلال سالم
طلال سالم الصابري شاعر وإعلامي إماراتي  ولد بتاريخ 26 يونيو 1978 في الشارقة،  الإمارات العربية المتحدة.
قام بتقديم عدة برامج إذاعية وتلفزيونية كما شارك في العديد من الأمسيات الشعرية والمنتديات، ونشر في المجلات والجرائد والدوريات داخل الإمارات وخارجها. وهو الآن مسؤول نادي الشعر في اتحاد كتاب وأدباء الإمارات، وعضو هيئة تحرير مجلة قاف التي تصدر عن اتحاد كتاب وأدباء الإمارات
له مشاركات داخلية وخارجية في تمثيل الدولة في مجالات الشعر والثقافة والندوات المتخصصة   ، كما شارك في برلمانات الشباب المشاركة في العديد من الأمسيات والمناسبات الوطنية في دولة الإمارات:
1. نشيد هنا الشارقة برنامج منشد الشارقة
2. نشيد إلى درب المعالي جائزة الشارقة التميز
3. نشيد غنت الدنيا المنشد أحمد بو خاطر

كان له عمود شعري في مجلة كل الأسرة

## نشاطه الإعلامي
1. قدّم برنامج «همس الخواطر» في إذاعة رأس الخيمة، لمدة عامين 1999-2000
2. قدّم برنامج «الرجل» في تلفزيون الشارقة، خلال العام 2007
3. قدّم برنامج «القلم» في إذاعة الشارقة، لمدة ثلاث أعوام 2007-2009

## مؤلفاته الشعرية
1. “حتى تعود” 2000م
2. “خرير الضوء” 2009م
3. “برزخ الريح” 2012م

## ملتقيات شارك بها
1. ملتقى الشباب الخليجي للشعر والقصة عام 2000 في عمان
2. ملتقى الشباب والطلبة في الجزائر بأمسية شعرية عام 2001 م
3. الملتقى الشعري السادس دول مجلس التعاون الخليجية في الرياض عام 2002 م
4. ملتقى الشباب العربي للشعر والقصة في عمان 2006 م
5. مهرجان الشباب العربي الحادي عشر الإسكندرية 2008 م
6. ملتقى الشعر العالمي بتونس ” جامعة سوسة ” 2012 م
7. ملتقى الإمارات للإبداع الخليجي «اتحاد كتاب وأدباء الإمارات» 2011 م

## الجوائز
1. فاز بجائزة الشارقة للشعر العربي عام 2019 [6] [7] [8] [9]